# Membrana fetal

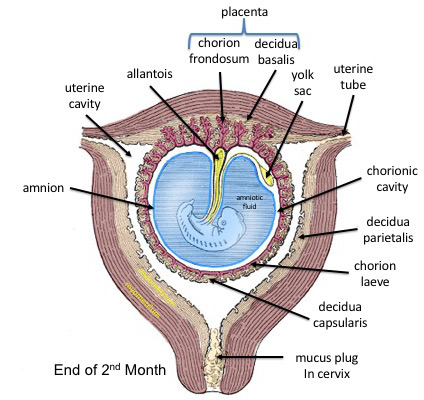
Membranas fetais no final do segundo mês de gestação mostrando as duas subdivisões do cório

As membranas fetais são as quatro membranas extraembrionárias, associadas ao desenvolvimento do embrião e do feto nos humanos e noutros animais. São eles o âmnio, o cório, o alantoide e o saco vitelínico. O âmnio e o cório são as membranas corioamnióticas e constituem o saco amniótico que envolve e protege o embrião. As membranas fetais são quatro dos seis órgãos acessórios desenvolvidos pelo conceptus que não fazem parte do próprio embrião; os outros dois são a placenta e o cordão umbilical

## Estrutura

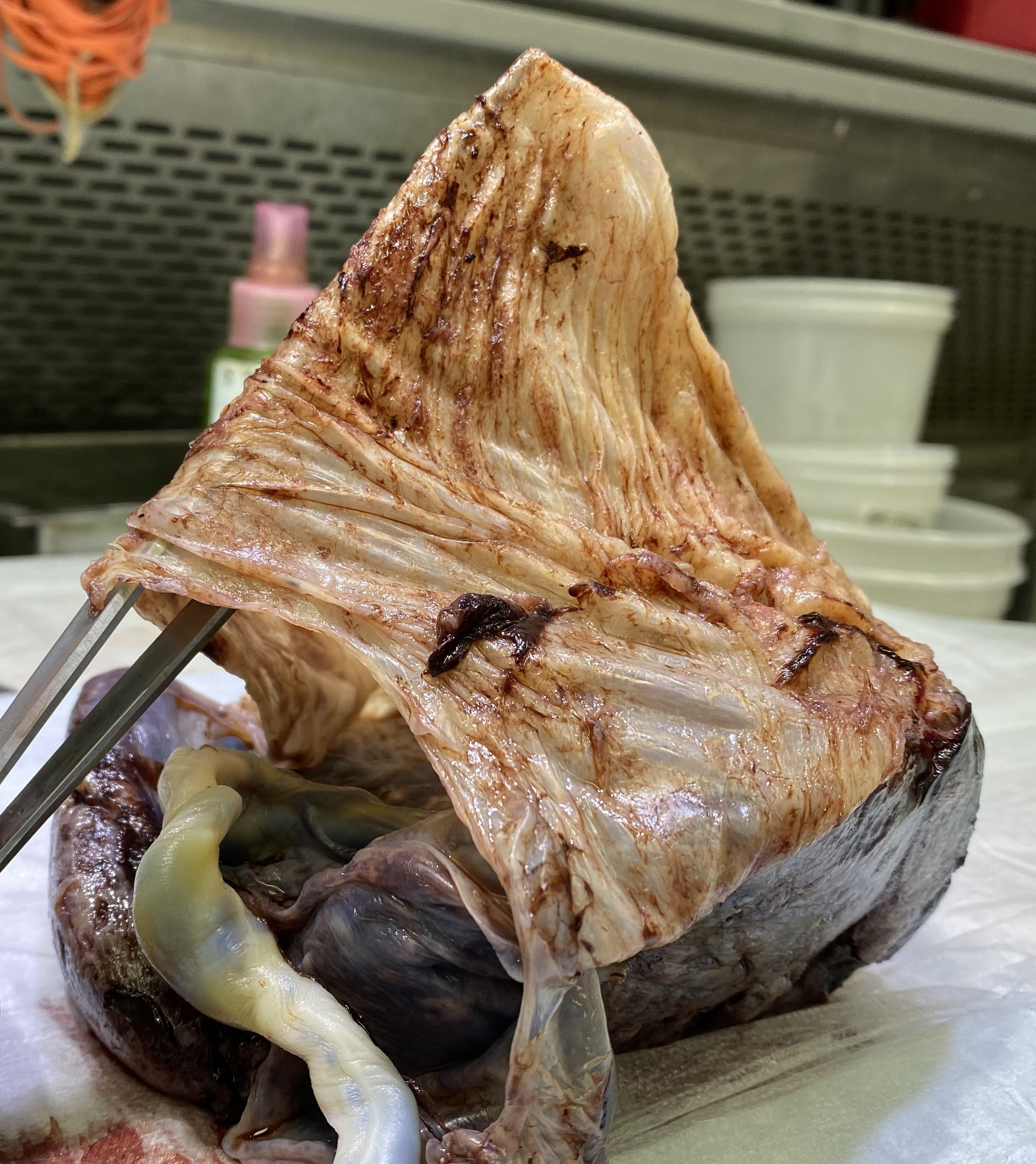
Placenta com membranas fetais ligadas.

As membranas fetais envolvem o embrião em desenvolvimento e formam a interface materno-fetal. As membranas fetais são derivadas da camada trofoblástica (camada externa de células) formada durante a implantação do blastocisto. A camada trofoblástica diferencia-se em âmnio e cório, que neste momento formam as membranas fetais. O âmnio é a camada mais interna e, por isso, está em contacto com o líquido amniótico, o feto e o cordão umbilical. A pressão interna do líquido amniótico faz com que o âmnio fique ligado passivamente ao cório. O cório funciona separando o âmnio da decídua e do útero maternos. A placenta desenvolve-se a partir do cório do embrião e dos tecidos uterinos da mãe.

### Desenvolvimento das membranas fetais
Inicialmente, o âmnio é separado do cório pelo fluido coriónico. A fusão do âmnio e do cório é concluída nas fêmeas por volta da 12ª semana de desenvolvimento.

### Microanatomia

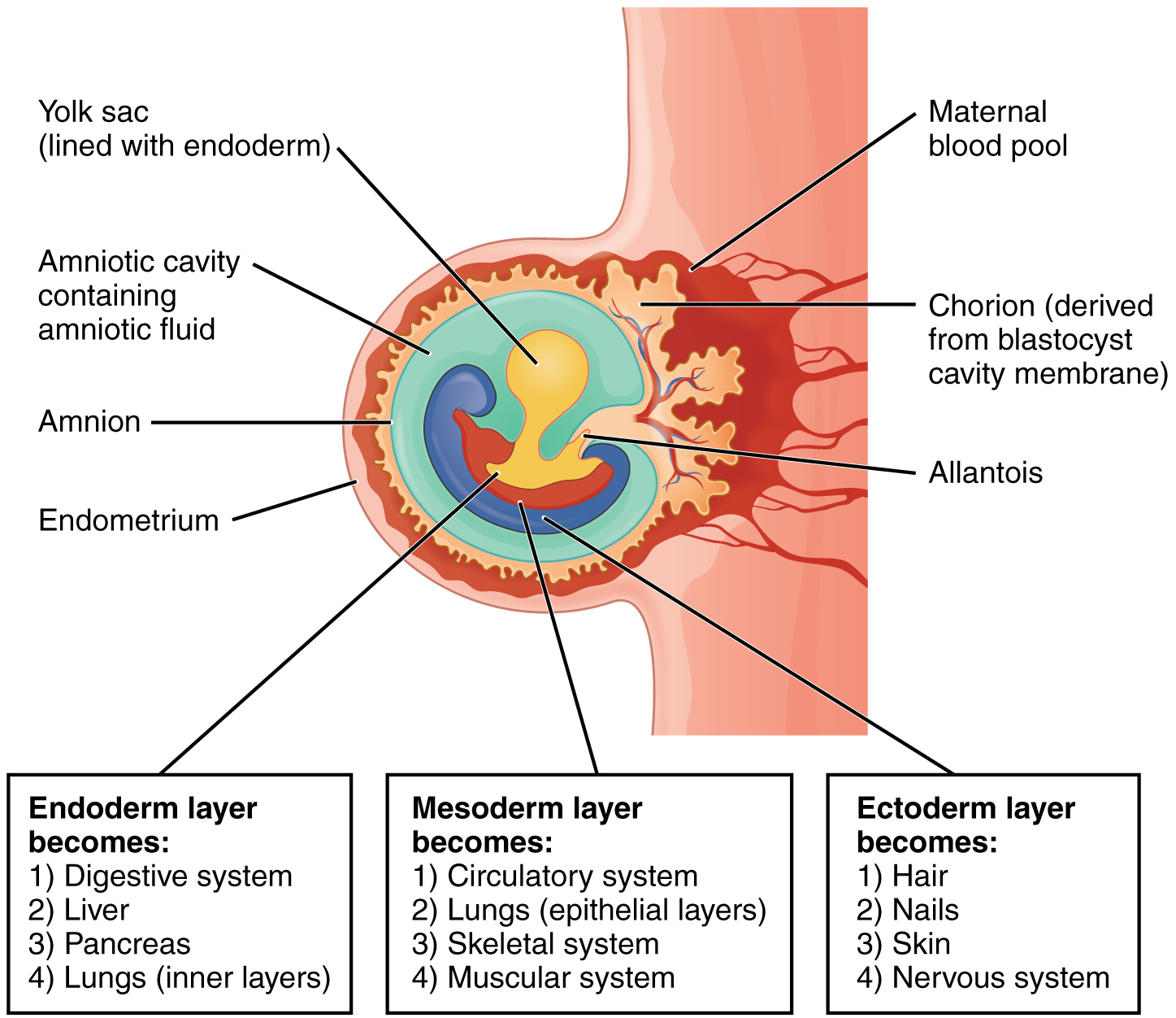
Membranas fetais 3 semanas após gastrulação.

De dentro para fora, as membranas fetais são constituídas por âmnio e cório. Além disso, partes da decídua estão frequentemente fixadas na parte exterior do cório.

#### Âmnio
O âmnio é avascular, o que significa que não contém os seus próprios vasos sanguíneos. Por conseguinte, ele deve obter os nutrientes e o oxigénio de que necessita dos fluidos coriónico e amniótico adjacentes e dos vasos da superfície fetal. O âmnio caracteriza-se por apresentar camadas de tecido epitelial colunar e cubóide. As células colunares estão localizadas junto à placenta, enquanto as células cuboidais se encontram na periferia. Durante o início da gravidez, o epitélio amniótico é escassamente coberto por microvilosidades, que aumentam em número ao longo da gravidez. A função desta superfície portadora de microvilosidades está associada a um glicocálice densamente compacta do com locais de ligação de aniões; Pensa-se que estão envolvidos na síntese de lípidos intraamnióticos. Este epitélio amniótico está ligado a uma membrana basal, que é depois fixada por filamentos a uma camada de tecido conjuntivo.

#### Cório
A membrana coriónica é uma camada de tecido fibroso que contém os vasos sanguíneos fetais. As vilosidades coriónicas formam-se na superfície externa do cório, o que maximiza a área de superfície em contacto com o sangue materno. As vilosidades coriónicas estão envolvidas na troca materno-fetal.